# Barrage de Nagarjuna Sagar
Le barrage du lac de Nâgârjuna  est un barrage dans l'Andhra Pradesh en Inde sur le Krishna.

## Géographie
Il se trouve à la frontière des districts de Guntur et de Nalgonda, il sert à une centrale hydroélectrique de 816 MW et à l'irrigation des districts de Nalgonda, Prakasam, Khammam, Krishna et Guntur.

## Histoire
Il fait partie de la Révolution verte en Inde et fut inauguré par Nehru le 10 décembre 1955, qui pose la première pierre. Le barrage ouvre officiellement en août 1967.

## Caractéristiques
C'est un barrage-poids en maçonnerie long de 1 450 m complétée par un remblai de terre de 3 414 m.
Sa capacité électrique est de 815,6 MW.